# Bedford (Virginia)
Bedford település az Amerikai Egyesült Államok Virginia államában, Bedford megyében, melynek megyeszékhelye is. Lakosainak száma 6657 fő (2020. április 1.).

## Népesség
A település népességének változása:
| Lakosok száma | 6222 | 5971 | 5930 | 5948 | 6657 |
|               | 2010 | 2011 | 2012 | 2013 | 2020 |